# Lista archiwów państwowych w Polsce

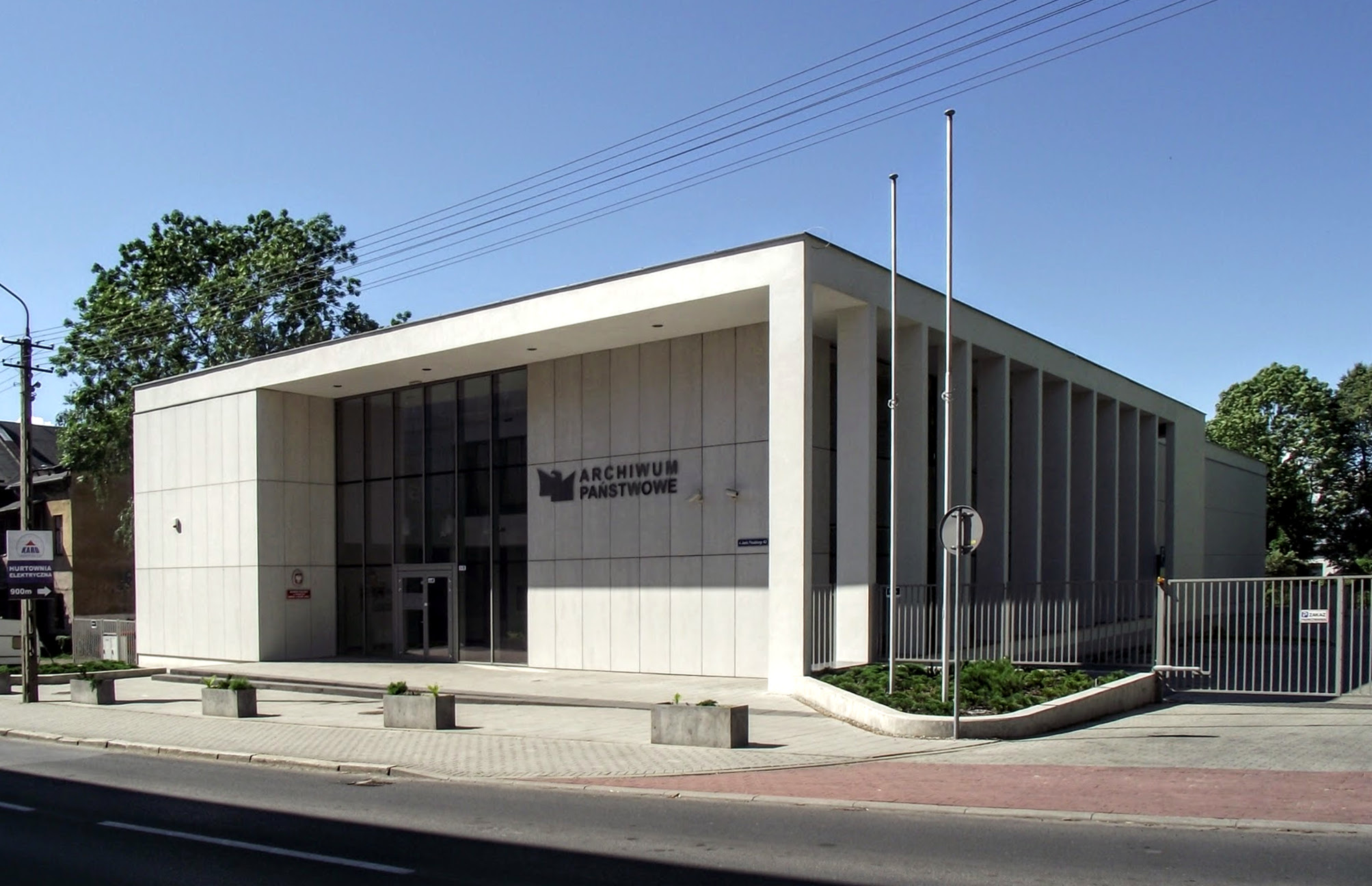
Archiwum Państwowe w Katowicach – Oddział w Bielsku-Białej

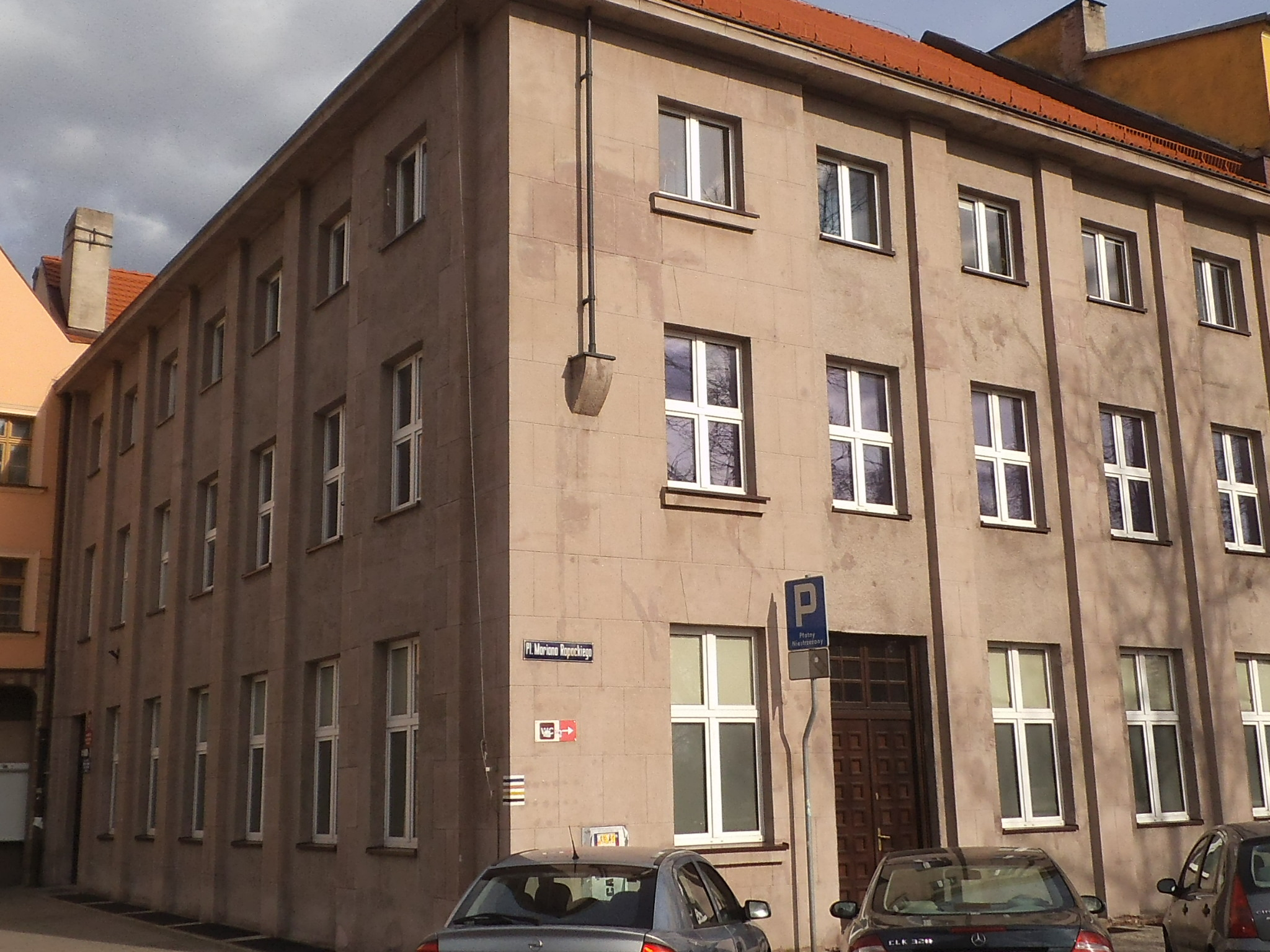
Archiwum Państwowe w Toruniu

Poniżej podano listę archiwów państwowych w Polsce i ich oddziałów terenowych:
- Archiwum Główne Akt Dawnych
- Archiwum Akt Nowych
- Narodowe Archiwum Cyfrowe
- Archiwum Państwowe w Białymstoku
  - Oddział w Łomży
- Archiwum Państwowe w Bydgoszczy
  - Oddział w Inowrocławiu
- Archiwum Państwowe w Częstochowie
- Archiwum Państwowe w Gdańsku
  - Oddział w Gdyni
  - Odział w Malborku
- Archiwum Państwowe w Gorzowie Wielkopolskim
- Archiwum Państwowe w Kaliszu
- Archiwum Państwowe w Katowicach
  - Oddział w Bielsku-Białej
  - Oddział w Cieszynie
  - Oddział w Gliwicach
  - Oddział w Pszczynie
  - Oddział w Raciborzu
- Archiwum Państwowe w Kielcach
  - Oddział w Sandomierzu
- Archiwum Państwowe w Koszalinie
  - Oddział w Słupsku
  - Oddział w Szczecinku
- Archiwum Narodowe w Krakowie
  - Oddział w Bochni
  - Oddział w Nowym Sączu
  - Ekspozytura w Nowym Targu
  - Ekspozytura w Spytkowicach
  - Oddział w Tarnowie
- Archiwum Państwowe w Lesznie
- Archiwum Państwowe w Lublinie
  - Oddział w Chełmie
  - Oddział w Kraśniku
  - Oddział w Radzyniu Podlaskim
- Archiwum Państwowe w Łodzi
  - Oddział w Sieradzu
- Archiwum Państwowe w Olsztynie
- Archiwum Państwowe w Opolu
- Archiwum Państwowe w Piotrkowie Trybunalskim
  - Oddział w Tomaszowie Mazowieckim
- Archiwum Państwowe w Płocku
  - Oddział w Kutnie
  - Oddział w Łęczycy
- Archiwum Państwowe w Poznaniu
  - Oddział w Gnieźnie
  - Oddział w Koninie
  - Oddział w Pile
- Archiwum Państwowe w Przemyślu
- Archiwum Państwowe w Radomiu
- Archiwum Państwowe w Rzeszowie
  - Oddział w Sanoku
- Archiwum Państwowe w Siedlcach
- Archiwum Państwowe w Suwałkach
  - Oddział w Ełku
- Archiwum Państwowe w Szczecinie
  - Oddział w Międzyzdrojach
  - Oddział w Stargardzie
  - Ekspozytura w Strzmielu
- Archiwum Państwowe w Toruniu
  - Oddział we Włocławku
- Archiwum Państwowe w Warszawie
  - Oddział w Grodzisku Mazowieckim
  - Oddział w Łowiczu
  - Oddział w Mławie
  - Oddział w Otwocku
  - Oddział w Pułtusku
  - Archiwum Państwowe Dokumentacji Osobowej i Płacowej
- Archiwum Państwowe we Wrocławiu
  - Oddział w Bolesławcu
  - Oddział w Jeleniej Górze
  - Oddział w Kamieńcu Ząbkowickim
  - Oddział w Legnicy
- Archiwum Państwowe w Zamościu
- Archiwum Państwowe w Zielonej Górze